# Косколь (Акмолинская область)
Коско́ль (каз. Қоскөл) — село в Астраханском районе Акмолинской области Казахстана. Входит в состав Староколутонского сельского округа. Код КАТО — 113655600.

## География
Село расположено в северо-западной части района, на расстоянии примерно 44 километров (по прямой) к северо-западу от административного центра района — села Астраханка, в 7 километрах к северо-западу от административного центра сельского округа — села Старый Колутон.
Абсолютная высота — 286 метров над уровнем моря.
Ближайшие населённые пункты: село Ковыленка — на западе, село Старый Колутон — на юго-востоке.
Близ села проходит автомобильная дорога республиканского значения — М-36 «Граница РФ (на Екатеринбург) — Алматы, через Костанай, Астана, Караганда».

## Население
В 1989 году население села составляло 326 человек (из них казахи — 72 %).
В 1999 году население села составляло 245 человек (124 мужчины и 121 женщина). По данным переписи 2009 года, в селе проживали 172 человека (88 мужчин и 84 женщины).
| Численность населения | Численность населения | Численность населения |
| 1989                  | 1999                  | 2009                  |
| --------------------- | --------------------- | --------------------- |
| 326                   | ↘245                  | ↘172                  |

## Улицы
- ул. Жапархана Асаинова[5]